# Vádí Ára
Vádí Ára (arabsky: وادي عارة‎) nebo Bik'at Iron (hebrejsky בקעת עירון‎) je vádí, údolí a geografický region v Izraeli s vysokým podílem obyvatelstva z řad izraelských Arabů.

## Geografické vymezení

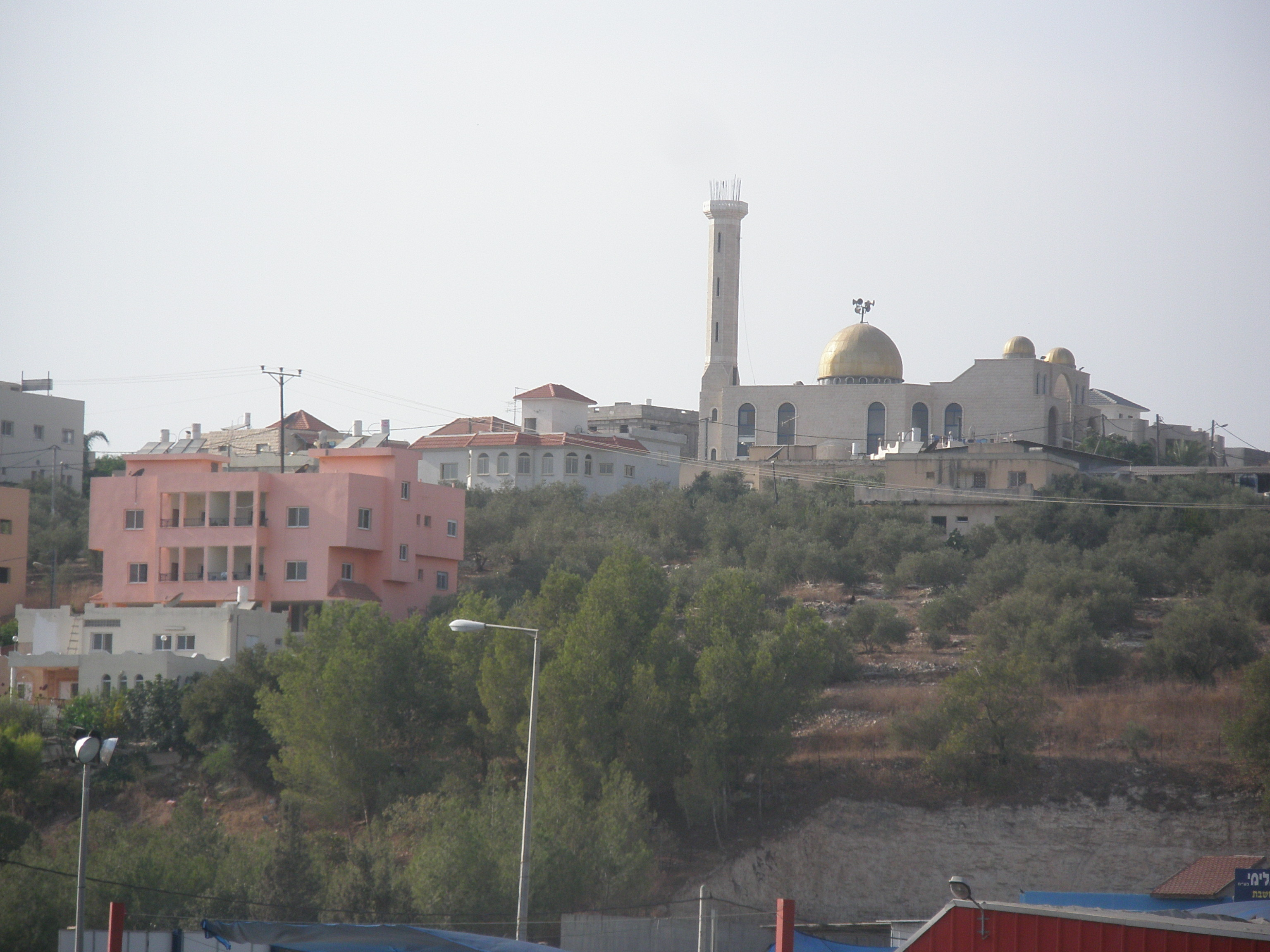
Město Kafr Kara na západním okraji Vádí Ára

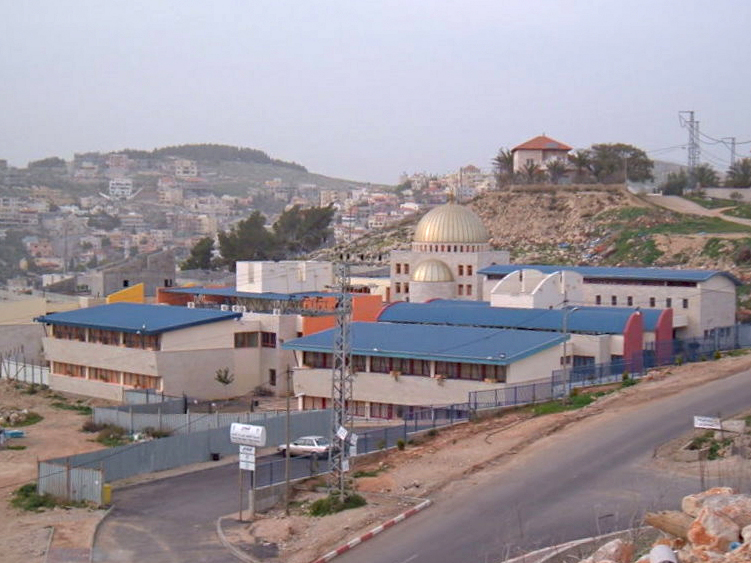
Umm al-Fahm druhé největší arabské město v Izraeli

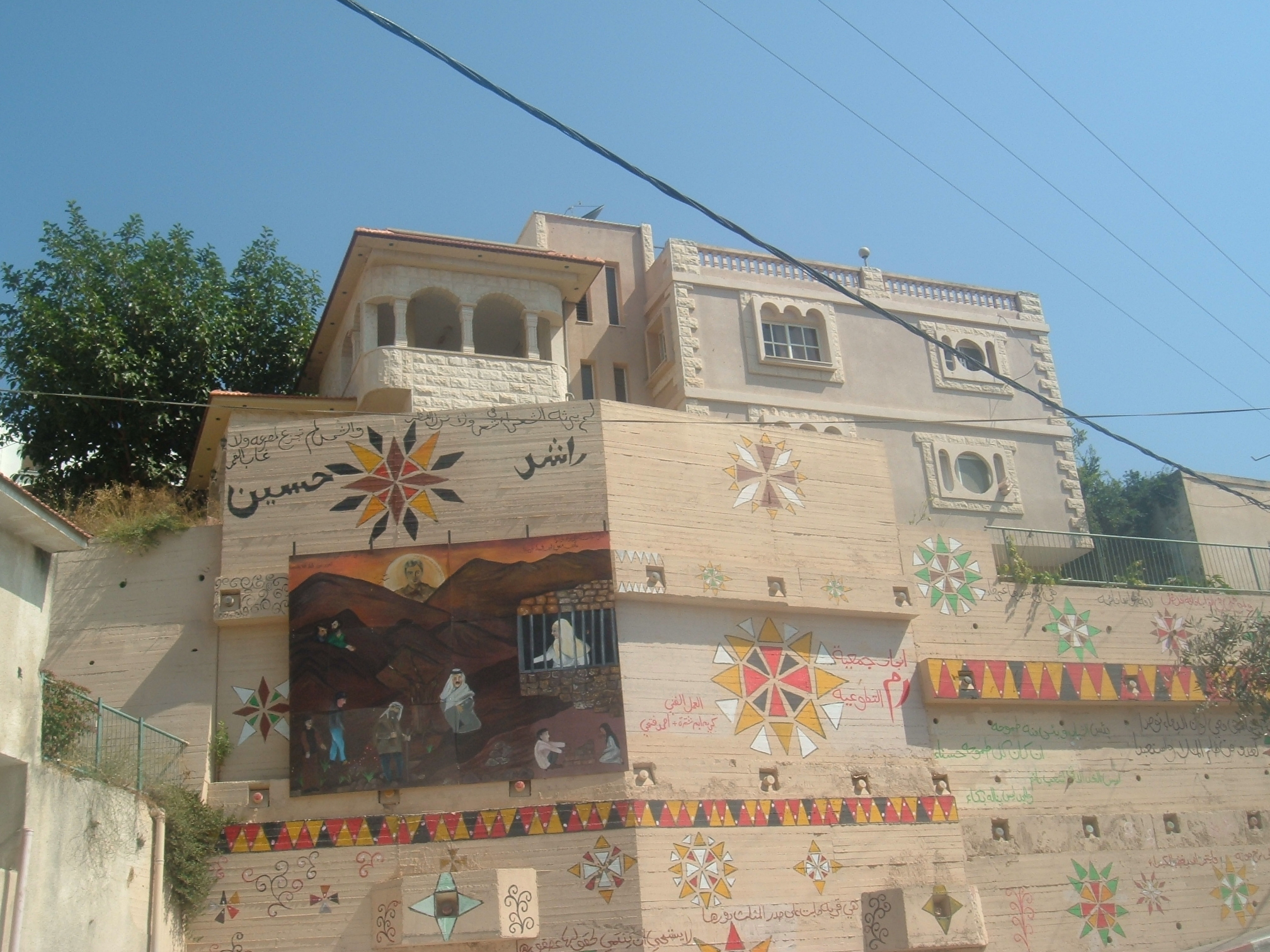
Zástavba v Ma'ale Iron na východním okraji Vádí Ára

Vádí Ára leží přibližně 55 km severovýchodně od Tel Avivu a 35 km jihojihovýchodně od Haify. Na jihovýchodě se dotýká Zelené linie, která odděluje Izrael v mezinárodně uznávaných hranicích od okupovaného Západního břehu Jordánu.
Údolím protéká stejnojmenný vodní tok (hebrejsky nazývaný Nachal Iron), který pramení v nadmořské výšce přes 300 metrů nedaleko vesnice Mej Ami, jižně od města Umm al-Fahm. Teče pak směrem k západu výrazně zaříznutým údolím na severu ohraničeným planinou Ramat Menaše. Poblíž vesnice Barkaj vstupuje do pobřežní planiny a v ní se spojuje s dalšími vodními toky a směřuje pak obloukem k jihu a opět k západu. Ústí do Středozemního moře severně od města Chadera.
V geografickém smyslu označuje Vádí Ára pouze oblast horního toku vádí Ára, před vstupem do pobřežní nížiny, a také přilehlý region, který je odvodňován k východu, do Jizre'elského údolí. Společným rysem této oblasti je husté – většinově arabské osídlení v zdejší kopcovité krajině. Do Vádí Ára v geografickém a etnickém slova smyslu tak bývá například zahrnováno i arabské město Ma'ale Iron, které přitom leží mimo povodí Vádí Ára. Další arabská sídla leží zase jihozápadně od Vádí Ára (například Baka-Džat), ale bývají rovněž někdy řazena do tohoto regionu, protože územně vytvářejí jeden celek se zdejšími arabskými městy a vesnicemi.
Zdejší arabská sídla populační a plošnou expanzí vytvořila jednu téměř souvislou aglomeraci o délce 15 kilometrů. Jejími součástmi jsou od východu k západu následující arabská města: Ma'ale Iron, Umm al-Fahm, Basma, Ar'ara, Kafr Kara. Každé z nich je složeno z několika částí, často původně samostatných vesnic, která jsou rozprostřena v krajině. Mezi Umm al-Fahm a Ar'ara si administrativní samostatnost udržela vesnice al-Arian. Jižně od Ar'ary pak ještě leží židovské město Kacir-Chariš.
Region arabských sídel ve Vádí Ára bývá někdy považován za podmnožinu takzvaného Trojúhelníku, který má ale územně širší vymezení a kromě Vádí Ára zahrnuje i pás arabských měst podél východního okraje pobřežní planiny, která se táhnou jižním směrem až ke Kafr Kasim východně od Tel Avivu.

## Dějiny
Podél Vádí Ara vedla ve starověku Via Maris – obchodní stezka spojující centra civilizace v Egyptu, Palestině a v Mezopotámii. Vádí Ára je významnou dopravní linií i v současnosti. Vede tudy dálnice 65.
V březnu 1949, když končila první arabsko-izraelská válka, požádal izraelský premiér David ben Gurion na poslední chvíli jordánského krále Abdalláha, aby souhlasil se změnou linie příměří a zahrnul do území pod izraelskou kontrolou i vádí Ára. Šlo o strategicky a dopravně důležitý pruh území, který zajišťoval spojení mezi pobřežím a Jizre'elským údolím. Abdalláh nakonec souhlasil a zdejší oblast, která během války nebyla nikdy dobyta Izraelci, se tak ocitla pod správou židovského státu. Na rozdíl od mnoha jiných arabských sídel ovládnutých v letech 1948–1949 Izraelem zde ale bylo ponecháno původní arabské obyvatelstvo.

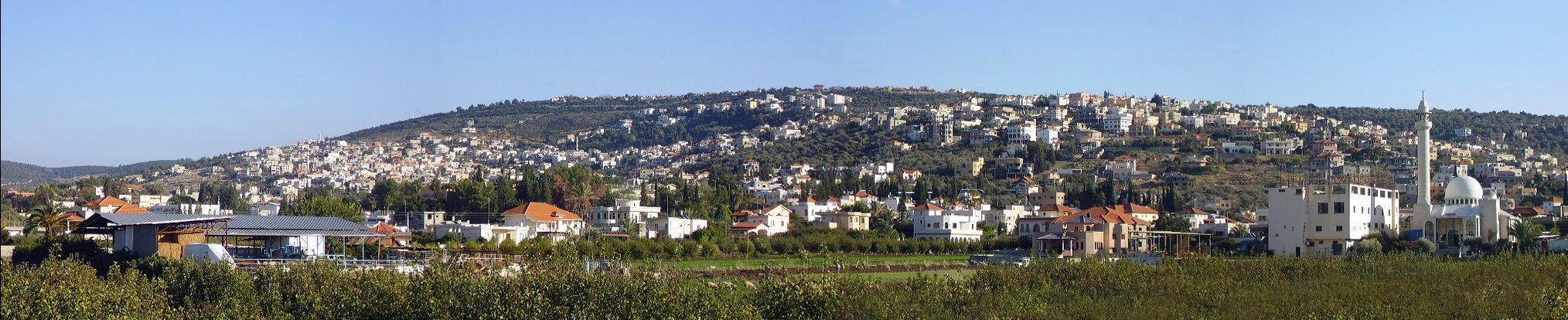
Celkový pohled na město Ar'ara

Díky rapidnímu populačnímu nárůstu se z vádí Ára stalo jedno z hlavních center arabského etnika v Izraeli. Stojí zde druhé největší arabské město v Izraeli Umm al-Fahm s 45 000 obyvateli, ale i mnohá další lidnatá sídla. Například populace v Ar'ara, která byla roku 1945 na úrovni jen málo přes 2000 obyvatel, dosáhla v roce 2009 téměř 17 000.
Během druhé intifády se tento region kvůli blízkosti palestinských území stal častým dějištěm teroristických útoků. Například 1. května 2001 zabil útočník při odpálení bomby jednoho člověka a devět jich zranil. 28. dubna 2001 tu došlo k útoku na projíždějící vůz a výsledkem byl jeden mrtvý muž a čtyři zranění ženy. 20. března 2002 došlo na křižovatce Musmus ve Vádí Ára k sebevražednému útoku na autobus, při kterém bylo zabito sedm lidí. K činu se přihlásil Palestinský islámský džihád. Ještě vážnější byl další sebevražedný atentát na autobus z 21. října 2002 s 13 oběťmi. I v tomto případě útočil islámský džihád.
Vlna terorismu pak ale opadla, zejména poté, co byl tento region od palestinských oblastí počátkem 21. století fyzicky oddělen Izraelskou bezpečnostní bariérou, která zde vyrostla jako v jednom z prvních úseků a sleduje přibližně trasu původní Zelené linie.
I část místního arabského obyvatelstva s izraelským občanstvím ale má nejasný postoj k loajalitě s židovským státem. V regionu okolo Umm al-Fahm má silné pozice Islámské hnutí. Na počátku druhé intifády, v říjnu 2000, proběhly v Izraeli arabské demonstrace. Těch se ve Vádí Ára účastnily tisíce lidí, kteří zablokovali zdejší dálniční tah. Došlo ke konfrontaci s policií a dva obyvatelé z Umm al-Fahm a jeden z Baka-Džat byli zastřeleni. Po těchto nepokojích výrazně poklesl turistický ruch v tomto regionu a izraelští Židé omezili své návštěvy v zdejších obcích.

## Úvahy o odstoupení regionu od Izraele
Počátkem 21. století začali někteří izraelští politici prosazovat odstoupení arabských regionů podél vádí Ára a jejich připojení k případnému palestinskému státu. Toto téma prosazoval zejména Avigdor Lieberman ze strany Jisra'el Bejtejnu. Výměnou za tuto korekci hranice měl Izrael získat palestinský souhlas s anexí některých bloků židovských osad na Západním břehu Jordánu.
Případné vyčlenění arabských sídel ve Vádí Ára z Izraele by ale nebylo jednoduché, protože od roku 1948 zde Izrael zřídil i některá židovská sídla zejména Kacir-Chariš a Mej Ami. Právě Kacir-Chariš byl od počátku 90. let 20. století koncipován v rámci programu Jišuvej ha-Kochavim jako nové město, které mělo posílit židovské demografické pozice v tomto příhraničním regionu většinově osídleným Araby. Tyto plány se sice nepodařilo zcela naplnit, ale v březnu 2010 izraelská vláda ustavila zvláštní výbor pro podrobné plánování výstavby v Chariš, kde se nyní počítalo se zřízením velkého města pro 50 000 ultraortodoxních Židů. Proti plánované výstavbě protestovali někteří místní Arabové i sekulární Židé. Ti se obávali, že výstavba ultraortodoxního města nakonec přesáhne povolený limit a dojde k vytvoření obytného souboru se 100 000 obyvateli. Někteří dokonce mluvili o možném nárůstu města až na 150 000 obyvatel. Myšlenku na převedení vádí Ára pod případný palestinský stát odmítají i místní Arabové. Starosta Umm al-Fahm ji označil za rasistickou a nepřijatelnou.